# Невиномиск
Невиномиск (на руски: Невинномы̀сск) е град в Ставрополски край, Русия. Градът е разположен на двата бряга на река Кубан, на около 54 km южно от Ставропол. Населението на града е 117 676 жители (преброяване 2017 година).
Невиномиск е основан през 1825 г. като станция, близо до малка крепост. През 1939 г. получва статут на град.